# Sacrestia dei Santi Severino e Sossio

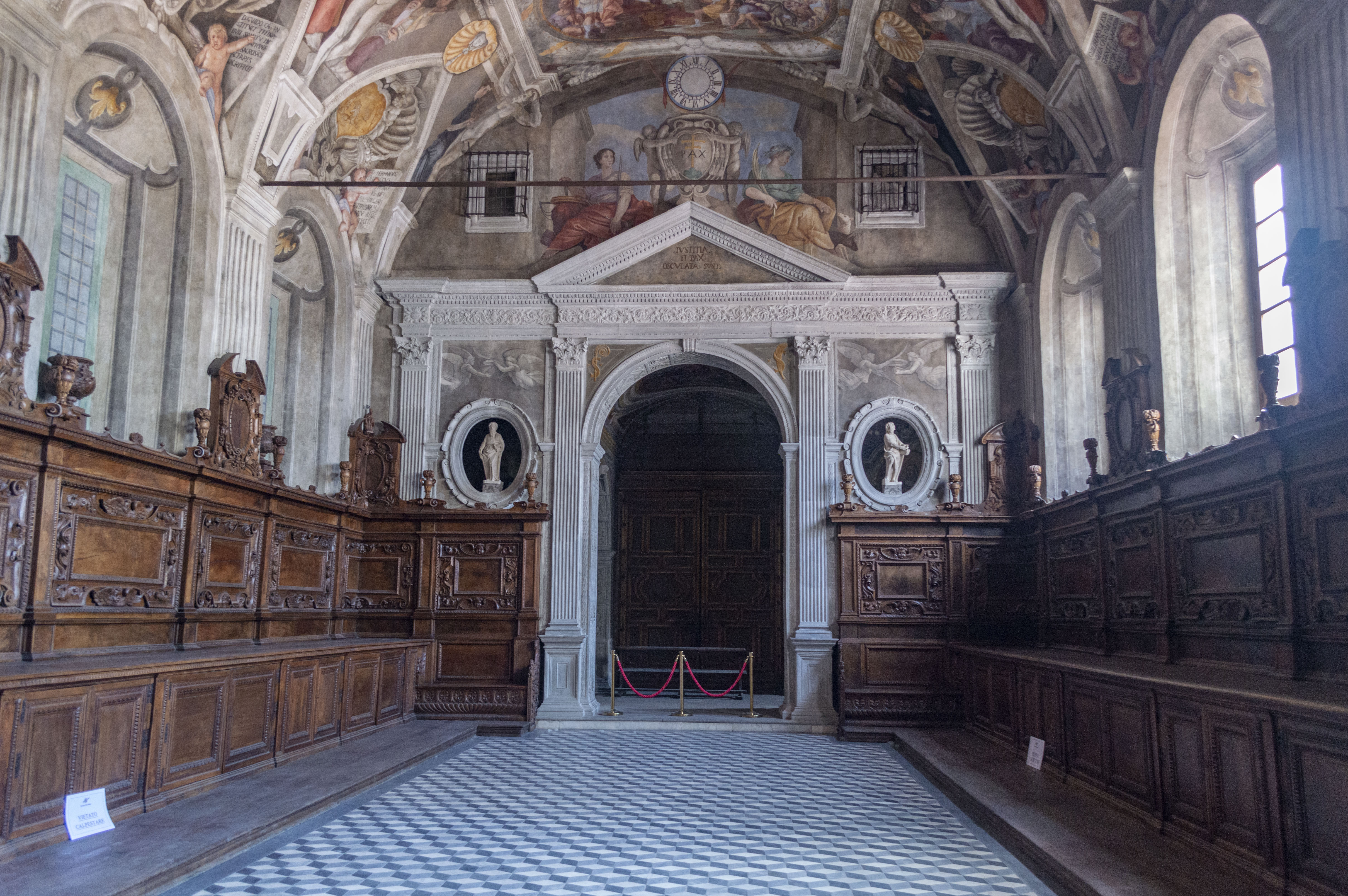
La sacrestia

La sacrestia dei Santi Severino e Sossio è un ambiente dell'omonima chiesa di Napoli, particolarmente nota per il ciclo di affreschi di Onofrio De Lione realizzati nel 1651 nella volta e nelle lunette.

## Descrizione

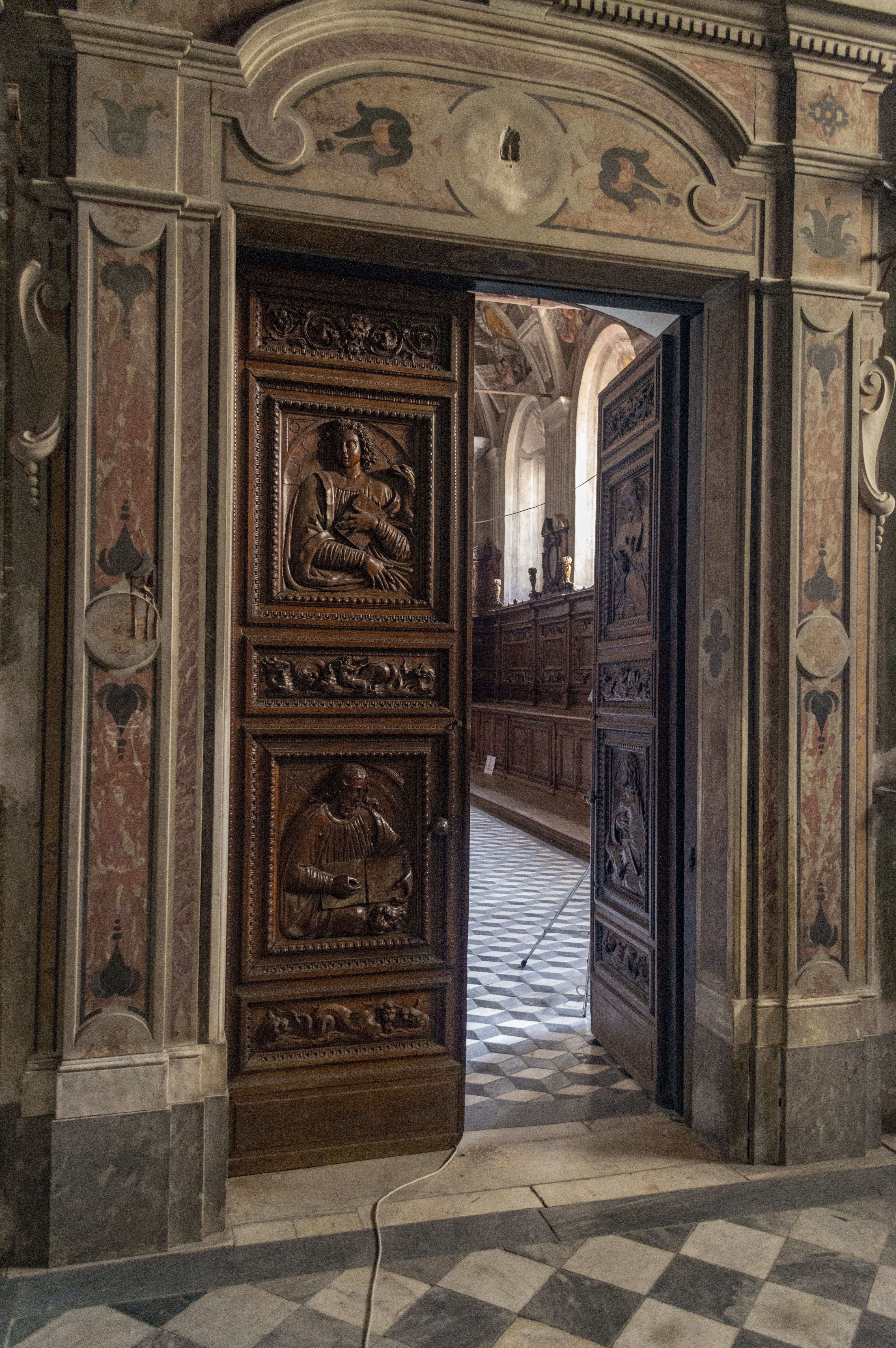
Ingresso alla sacrestia

L'accesso alla sacrestia avviene mediante un corridoio posto lungo la settima arcata di destra che passa per la cappella Medici di Gragnano e da cui si può raggiungere uno dei chiostri del complesso e l'antica chiesa inferiore. La porta, incorniciata con marmi commessi del XVIII secolo, è lignea e finemente scolpita con la ripartizione in quattro riquadri di altrettanti ovali su cui sono in altorilievo quattro santi.
L'interno della sacrestia fu affrescato da Onofrio De Lione nel 1651 con Storie dell'Antico Testamento collocate nella volta. Si tratta dell'ultima opera nota di questo autore, nella quale diede la miglior espressione del proprio stile, che si scostò da quella del maestro Belisario Corenzio per avvicinarsi a un panneggio più ampio sullo stile del fratello Andrea, particolarmente apprezzato per le sue scene di battaglia, e ad un naturalismo falconiano.

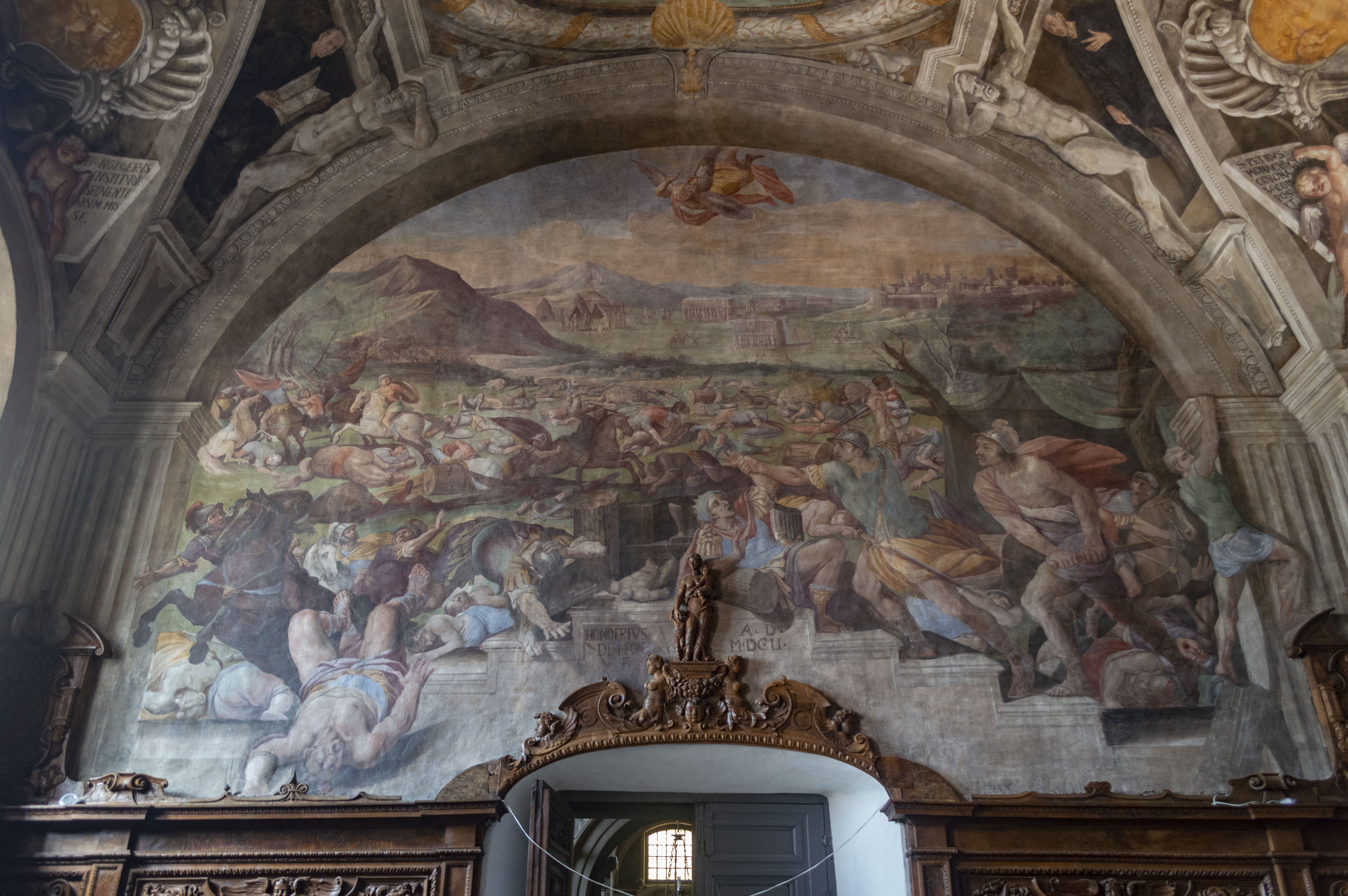
La Battaglia di Sennacherib di Onofrio De Lione sulla controfacciata

Nella lunetta frontale sono affrescate le allegoria della Giustizia (a sinistra) e della Pace (a destra). Nella lunetta sopra l'ingresso fu invece compiuta la grande scena della Battaglia di Sennacherib, il quale, firmato e datato, rappresenta uno dei principali lavori nell'attività artistica del pittore. Da questa scena si evince una possibile lezione degli affreschi vaticani di Raffaello (Incendio di Borgo), in particolare nell'uomo sulla destra della scena che, intento a fuggire dal campo di battaglia, dialoga e utilizza la finta architettura affrescata nella volta arrampicandocisi.
Nella volta, interamente affrescata, sono invece tre tondi disposti in successione con al loro interno le scene del Rapimento dei vasi sacri da Gerusalemme, del Convito di Baldassarre al centro, di maggior dimensione rispetto agli altri due, e della Numerazione dei vasi di Babilonia. Lungo gli spicchi laterali sono infine affrescati telamoni, putti, santi benedettini e conchiglie contenenti finti rilievi recanti storie bibliche.
Addossati alle pareti lunghe sono preziosi arredi lignei intarsiati di fine Cinquecento che presentano quattro statuette lignee agli angoli di santi e una Madonna col Bambino e san Giovannino sulla controfacciata. Il pavimento marmoreo è realizzato in opus sectile con l'impiego di lastre a forma rombica di tre colori diversi (nero, grigio e bianco).
Un arco a tutto sesto sulla parete frontale, con ai lati due tondi entro cui sono due sculture con i santi Pietro e Paolo, conduce a un piccolo vano affrescato nella volta da Belisario Corenzio con la Santissima Trinità e santi al centro, e quattro santi agli angoli; le decorazioni in stucco sono invece del XVII e XVIII secolo, mentre il lavabo marmoreo è del 1587. 

## Altre immagini

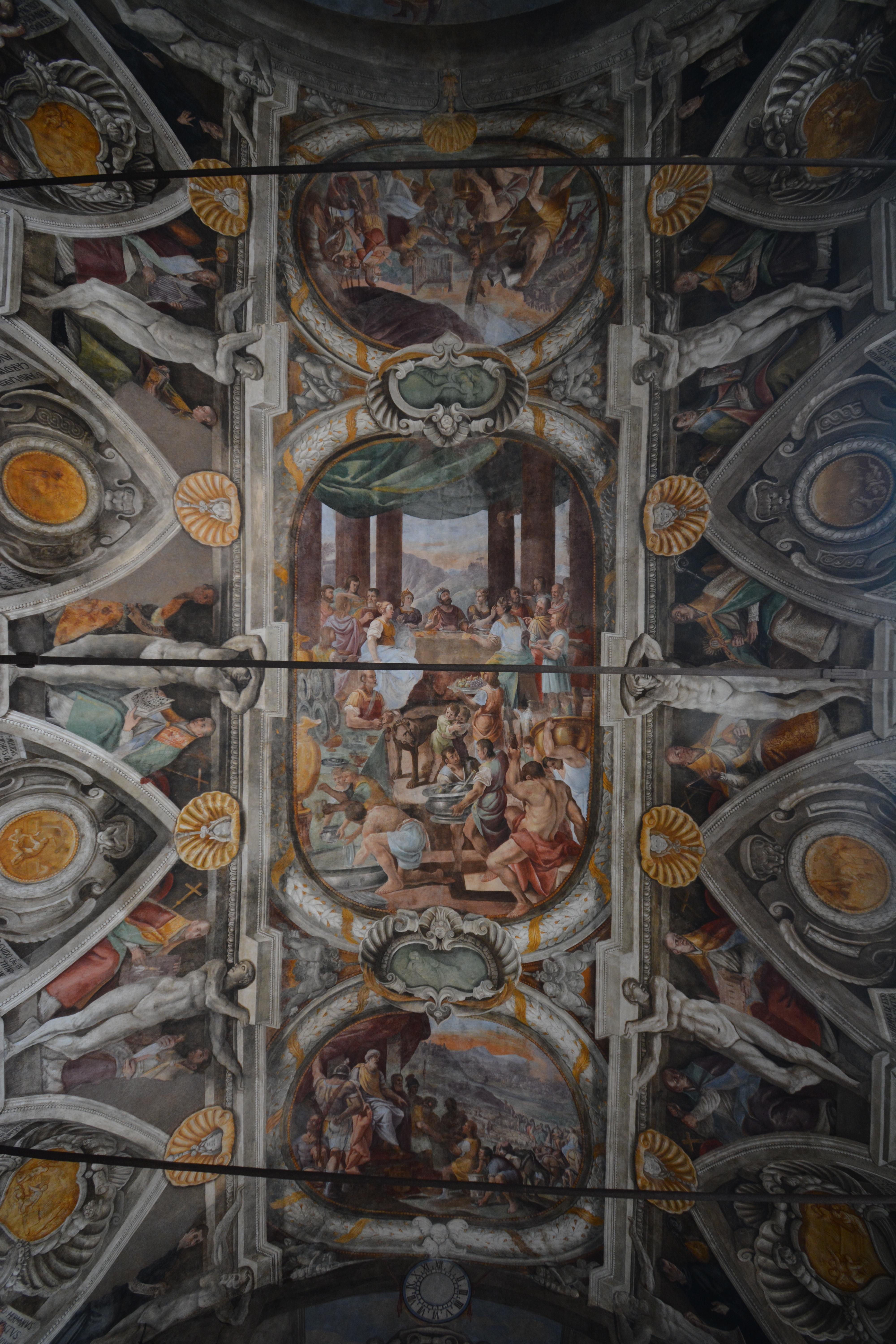
Volta della sacrestia con affreschi di Onofrio De Lione
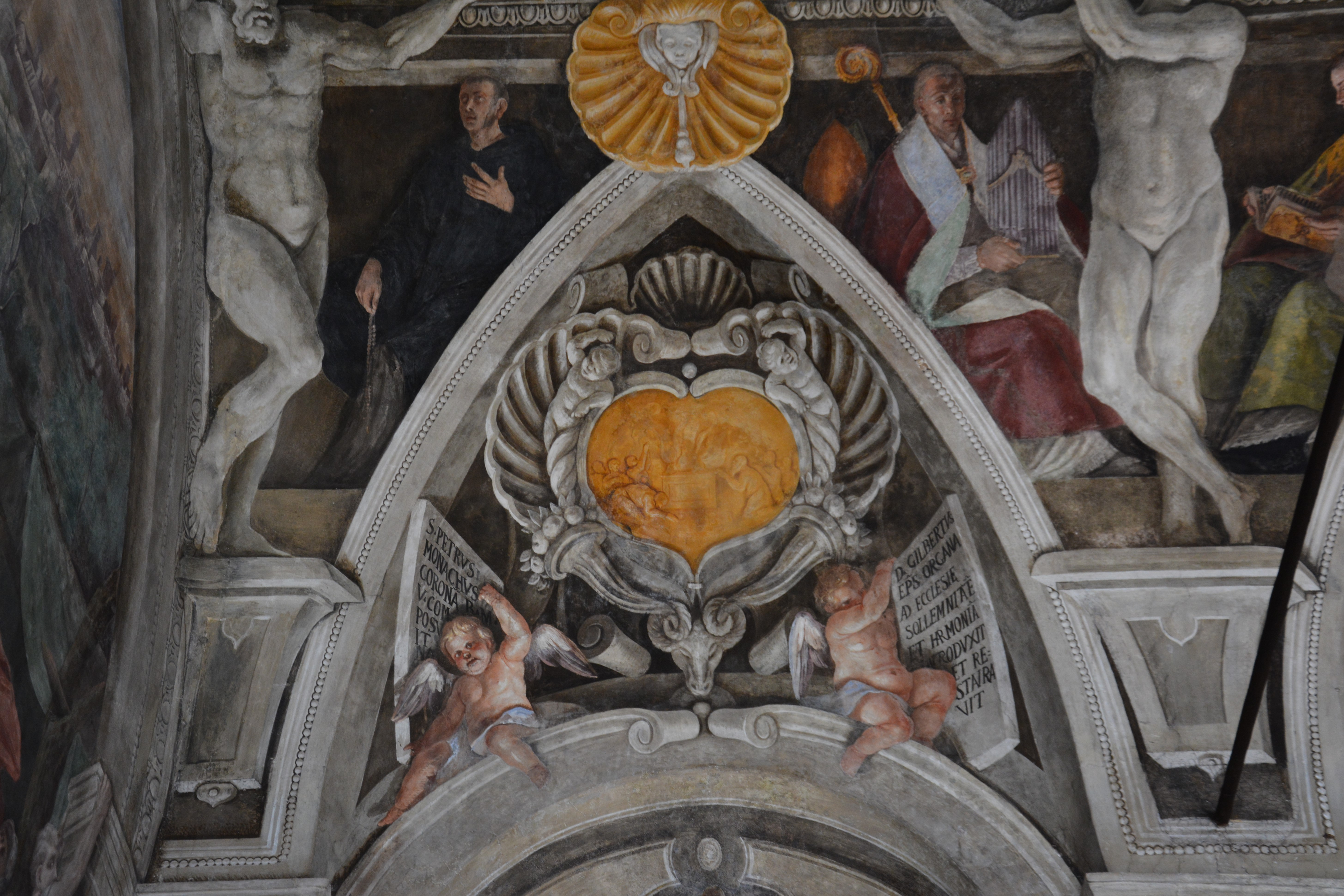
Dettaglio di uno spicchio della volta
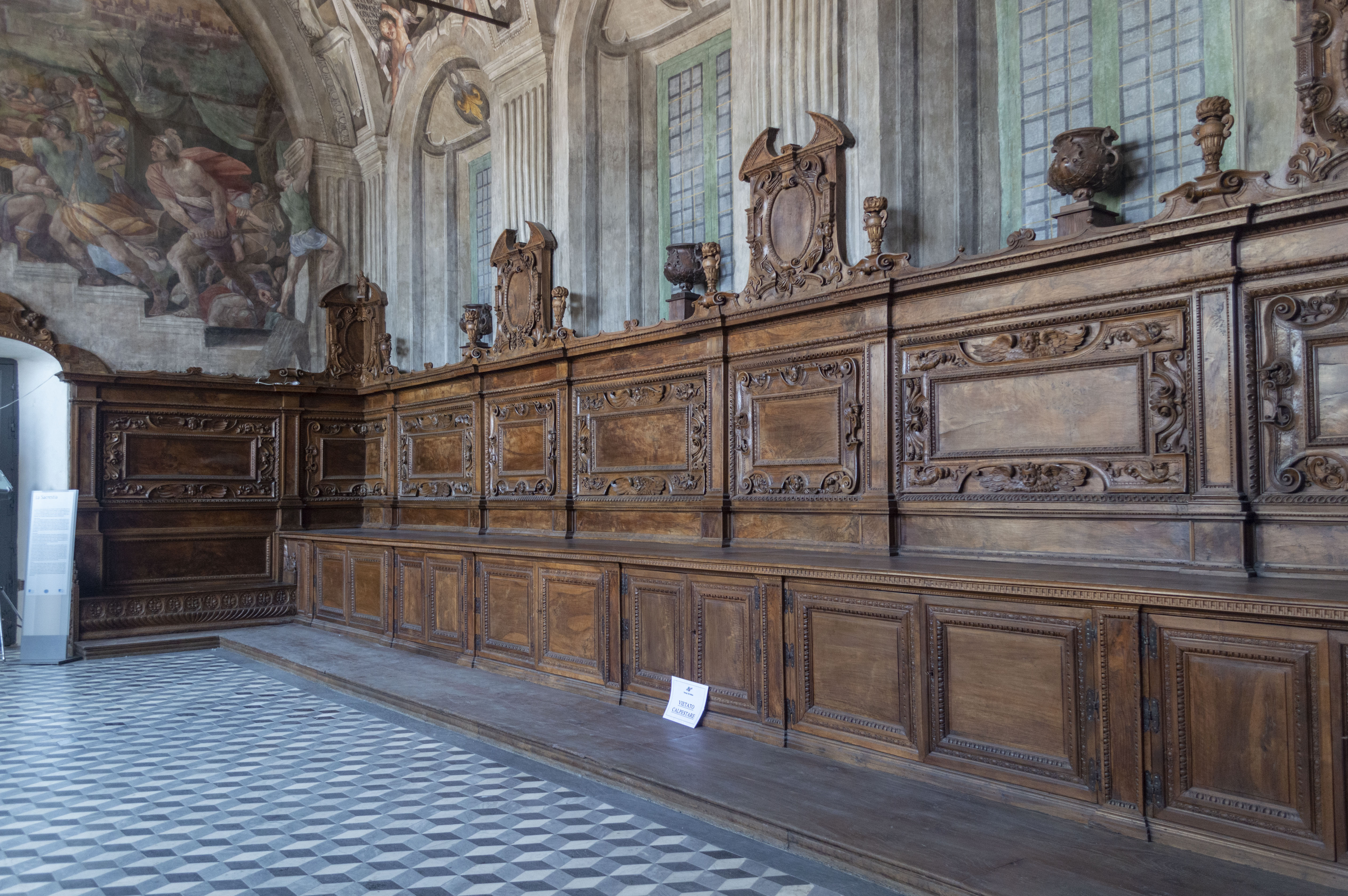
Vista sulla mobilia
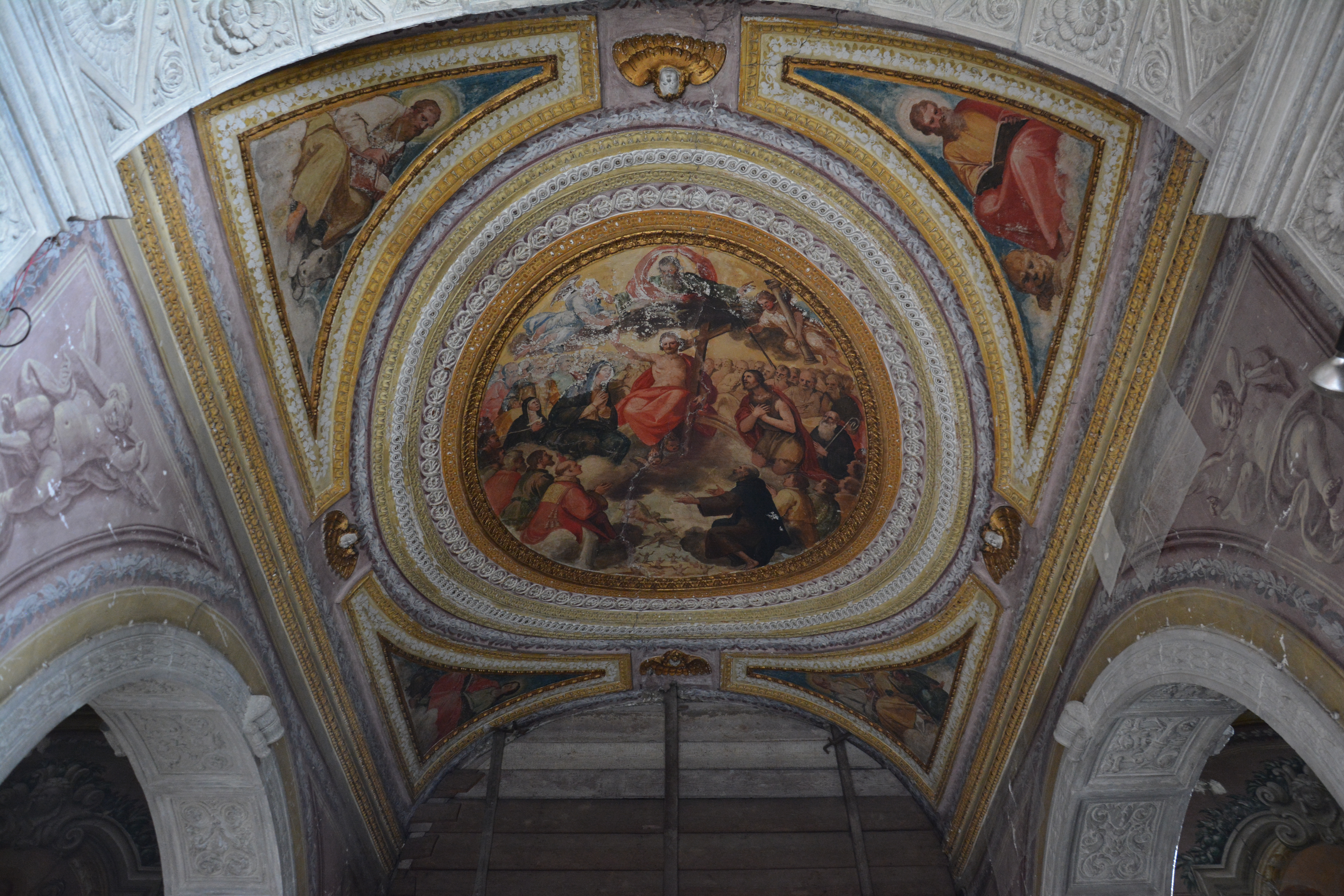
Volta del vano antecedente la sacrestia con la Santissima Trinità e santi di Belisario Corenzio